# Szilágyi Sámuel (alezredes)
Lófő sepsiszentgyörgyi Szilágyi Sámuel (Sepsiszentgyörgy, 1799. október 13. – Sepsiszentgyörgy, 1857. február 9.) császári-királyi százados, 1848/49-es honvéd alezredes.
Szilágyi Sámuel honvéd alezredesről a forradalom és szabadságharc alatt betöltött szerepe okán igen sok feljegyzés, könyvben megjelent cikk, adat van. Egy összeállítás 1848/49-es szerepéről: Demeter Lajos: A hazáért „ a patakokat a mi vérünk festette pirosra” könyvében megjelenő életrajza alapján.

## Életrajza
Székely nemesi származású birtokos család sarja, apja Szilágyi Sámuel, anyja Havadi Anna. A nagyszebeni katonai nevelőintézetben végzett. 1817-ben közvitéz, 1848 tavaszán pedig főszázadosa a volt a 15/1. határezrednek Sepsiszentgyörgyön. Mint a Kézdivásárhelyen állomásozó székely határőrezred kapitánya vette nőül Bagoly Juliannát. Egy időben családjával Bikfalván is tartózkodott, igazolja ezt az 1830. január 30-án itt született egyik fia, aki apjához hasonlóan katonai pályára lépett.
A hétgyermekes családot „általános tisztelet környezé”, mikor a kormány felhívására a férjet ezrede 1. zászlóaljával 1848 májusában rendfenntartásra Alsófehér megyébe rendelték. 1848 augusztusában részt vett a délvidéki, majd a Jellasics elleni harcokban. A pákozdi csata után csatlakozott a fel-dunai hadtesthez, és szeptember 24-én az alakuló honvédzászlóalj őrnagyává nevezték ki, de miután 1848 októberében zászlóalja a honvédségbe lépett át, alakulatának lett őrnagy parancsnoka. Részt vett október 30-án a schwechati csatában, és november végétől már a csucsai táborban szolgált. December 15-én, mikor a Bem tábornok rendelkezésére álló erdélyi hadsereg 11 500 gyalogosból, 1385 lovasból és 24 ágyúból állott, a Szilágyi Sámuel vezette 800 fős háromszéki zászlóalj is Bem József irányítása alá tartozott, és Erdély felszabadításáért részt vett minden nevezetesebb ütközetben.
1849. február 26-ától Szilágyit alezredessé nevezték ki az erdélyi hadtestben. Egy időben ő volt Medgyes térparancsnoka, majd a Háromszéken alakuló sereg dandárnoka lett. Ez utóbbi seregével március közepén csatlakozott Bem főerőihez, és közreműködött a császáriak kiszorításában a tömösi-szorosnál. Érdemeire való tekintettel május 7-én harmadosztályú érdemjellel tüntették ki. A nyári hadjáratban a székelyföldi hadosztálynál volt dandárnok.
Július 2-án a kökösi csatában, Alderberg tábornokkal szemben a bal szárnyat vezette. Habár, az ellenséget visszaverték, jelentős veszteség érte a honvédőket. Gábor Áron és Mara Gábor hősi halála a székely katonákat lényegesen demoralizálta.
Miután Gál Sándor Sepsiszentgyörgyre vonult, s július 5-én csatát vesztett, megállt Oltszemnél, hogy az ellenséget feltartóztassa, Csíkszékbe való behatolását mcggátolja, s szétzilált seregeit rendezze, a Tusnádi-szoros védelmét megszervezze. A tisztikarban már az említett csata kezdetén viszály tört ki, a tisztek egy része megtagadta a további engedelmességet. Szilágyi Sámuel, dálnoki Lázár Mihály és Semsei Tamás az engedetlenek élére állottak. Szilágyi a nép nevében a megállás ellen tiltakozott, mások Gál Sándor leváltását követelték, és Szabó Nándort akarták vezérüknek. Végül az engedetlen és elégedetlen tisztek, nem hallgatva Gál Sándorra, Csíkszeredába vonultak vissza. A parancsot megszegő, tiltakozó tisztek közül Bem altábornagy közeledtének hírére Semsey Tamás, aki máskülönben a július 2-i kökösi csatában kitűnt bátorságával, néhány tiszttársával visszatért Gál seregébe. Bemnek megérkezte utáni első teendői közé tartozott, hogy Gál Sándort mint a székely csapatok fővezérét parancsnoki minőségében megerősítse. A 14 fő- és törzstisztet mint lázadókat lefogatta, és a csíkszeredai várba záratta.
Mikor a június 20-i vesztett tömösi csata után Háromszéket elözönlötte az ellenség, Kézdivásárhelyt feldúlták az orosz seregek. Az itt tartózkodó Szilágyi család vagyonának nagy része odaveszett, „nem maradt belőle egy utolsó bútordarab sem."
A családi iratok is ekkor kallódtak el és semmisültek meg. A feleség, Szilágyiné, habár nagy családról kellett gondoskodnia, és már mindenükből kifosztották, a bekvártélyozott orosz tiszteket volt kénytelen elszállásolni és élelmezni. Az elszállásolt kozákok meg lehettek elégedve a ház úrnőjével és a fogadtatással, hiszen távozásukkor az „egyik főtiszt oda nyilatkozott, hogy egy olyan ügyes székely fiút, mint Gyula fia, Szentpéterváron katonává” szívesen felnevelne.
A szabadságharc csillaga leáldozott. 1849. július 12-én a kozákok fogságába esett Gyárfás Lajos századossal és Gyárfás János hadnaggyal együtt és a brassói fellegvárba zárták. Az oroszok a foglyokat augusztus 1-jén átadták az osztrákoknak, akik Fogarasra szállították, majd Nagyszeben elfoglalásakor visszavitték őket Brassóba, ahová augusztus 18-án érkeztek meg. Másnap újból orosz kézre kerültek a Tömösi-szoroson át Ploiesti-be, majd nyolc nap múlva újra Brassóba A fellegvárba kerültek. Szilágyi Sámuelt, Mircse Ferenc őrnagyot, Gyárfás Károly századost és Németh László kormánybiztost elkülönítve a többi rabtól szigorú felügyelet alatt őrizték.
1849. október 2-án a 29 fellegvári rabot Nagyszebenbe indították és ott a ferencesek zárdjában szállásolták el. (A Dévánál kapitulált és Szászsebesnél foglyul ejtett tisztek az Orsolya apácák klastromába kerültek.) Szebenben a vizsgálati fogság ideje alatt Szilágyi Samu br. Ruber Nándor alispánnal, Szabó Nándor alezredessel, Szabó Károly őrnaggyal és Zathureczky István századossal raboskodott egy szobában.
A hadbírók Szilágyi alezredest 1850 novemberében előbb halálra, utána életfogytiglanra, majd kegyelem folytán tíz év várfogságra ítélték. 1851. április 28-án indították Szebenből 23 rabtársával együtt a josephstadti várbörtönbe. Itt raboskodott aztán, „a nyirkos kazamaták odúiban”. A családját szerető férj várfogsága ideje alatt, míg elméje teljesen el nem borult, apró emléktárgyakat készített felesége és gyermekei számára.
Felesége és lányai részére egy-egy csatos karperecet faragott, piros, bársonybetétes, domborított felirattal. A feleségnek szánt csaton „Férjem rabemléke”, míg a lányokén „Atyám rabemléke” volt olvasható. A lányoknak emlékül hárászból csillagos mintára hurkolt kendőcskéket, a fiúknak lószőrből sodort nyakláncot és apró üveggyöngyfényű gyűrűket is készített.
Otthon családja mint „rebellis család”, az 1850-es években valóságos rémnapokat élt át. Állandó megfigyelés alatt állottak, ki voltak téve Kovács kapitány pribékjei zaklatásának. Nem volt elég, hogy a muszka inváziókor elvesztették szinte mindenüket, a Kossuth-bankókból megspórolt pénzüket, mintegy ötezer forintjukat is el kellett égetniük, mivel azok használatát betiltották, még emléktárgyként való megtartásukért is, mint „Kossuth-kutyákat”, szigorúan megbüntették azokat, akik a tilalmat megszegték. Bagoly Julianna szeszfőzésbe kezdett, hogy valami kevés jövedelme legyen a családnak, de hamar meggyült a baja a hírhedt kapitány fináncaival. Kovács kapitány „Szilágyinét megidézte Sepsiszentgyörgyre, s ott kijelentette hogy tüstént bezáratja Nagy Tamásné szotyori előkelő asszonysággal együtt, ha még egyszer valami panasz talál felmerülni ellene. Mert az ilyen kompromittált rebellis familia igyekezzék magát meghúzni, az előljáróit tisztelni, megalázkodni, stb, stb…”
Mikor férje állapota a josephstadti börtönben egyre súlyosabbra fordult, egymaga ment el, hogy a fogságból kiszabadítsa. Sok küzdelem, fáradozás és gyakori megalázás után, végre sikerült beteg férjének a kegyelmet kieszközölnie, aki így 1857-ben megszabadult rabságából, ami jelentékeny költségek árán sikerült. Az egykor daliás férfiúnak csupán emberroncsát hozta haza a hős asszony az idegen országból, akit pihenni és gyógyulni a Sepsiszentgyörgyhöz közeli kis faluba, Sepsiszentkirályba szállított.
Szilágyi Sámuel szabadulását követően még két évig, önmaga árnyékaként élt otthonában, majd  1857-ben  halt meg. Pálmay József állítása szerint a sepsiszentgyörgyi református temetőben alussza örök álmát. A vasfelügyelet alatt álló család továbbra sem úszhatta meg a zaklatásokat, a házkutatásokat. A Szilágyi Sámuel által készített ártatlan emlékek között volt egy nemzeti színű gyűrű is, ami a felügyelő közegeknek szemet szúrt. Elrendelték a veszedelmes tárgyak megsemmisítését, melyeket egy megjelölt helyen, a megbízott tanúk jelenlétében kellett elásniuk. Az elásott tárgyakat néhány nap múlva a titkon kutató Szilágyi gyermekek hiába keresték, soha nem találták meg. Egyetlen karperec és egy kis kendő maradt meg családi ereklyeként, mert azokat az egyik leánynak a házkutatók elől oly ügyesen sikerült elrejtenie, hogy a pribékek minden erőfeszítése ellenére sem kerültek elő. Hiába való volt a fenyegetés, a megfélemlítés nem vezetett eredményre.
A családját összetartó, „harcias” Szilágyi Sámuelné még negyvennégy évet élt férje halála után. 1901. március 16-án halt meg, élete kilencvenegyedik évében. Haláláról a Székely Nemzet is megemlékezett, leközölve a lapban a család által kiadott gyászjelentőt, melyben így méltatták a küzdelmek árán is gyermekeit felnevelő édesanyát: „Közel század évnek eseményét élte át a boldogult, azon nagy nemzeti küzdelmek korszakát, melyben mint honleánynak is nevezetes szerep jutott s egy nagy család felnevelése véghetetlen gondjai hárultak rá, a családfő raboskodása ideje alatt és annak halála után”.
Március 18-án délután 2 órakor a Brassói utca 12. szám alatti lakásáról „nagy részvét mellett temették el hétfőn özv. Szilágyi Sámuelné, szül. Bagoly Julianna 1848/49-es honvéd alezredesnét Sepsiszentgyörgyön. Tárkányi György főgimnáziumi tanár tartott gyászbeszédet és a 91 évet megért nagyasszonyt számos családtag jelenlétében adták át az örök nyugalomnak a református temetőben.”
Gyermekei közül Ferenc, aki 1830. január 3-án Bikfalván született és apjához hasonlóan a katonai pályán kereste előhaladását, 1845-ben hadfi volt az 53. gyalogezredben. 1848. május 21-én áthelyezték a 15/2 székely határőrezredhez, júliustól ezrede mozgosított zászlóaljával részt vett, mint apja is, a szerb felkelők elleni harcokban. 1848. október 16-án a honvédségbe átlépő alakulatánál hadnagyi rangban szerepelt. 1849. március 21-én főhadnaggyá nevezték ki ezrede 3, vagy 4. zászlóaljánál – a 85. vagy a 86. honvédzászlóalj – a brassói hadosztálynál. Rangja és a vele járó illetménye 1849. április l-jétől lépett érvénybe.
1867-ben mint ügyvéd Szászsebesen élt. Az 1890-es években és a századfordulón a Hunyad megyei Puj községben ügyvédkedett, de mint 1848/49-es honvédtisztet a Rikán belőli Honvédegylet tagjaként tartották nyilván. Nejétől, Dobál Jozefintől született három gyermeke közül ifj. Szilágyi Ferenc mint nős ember 1901-ben Pujon volt birtokos; Szilágyi Gergely csendőr százados Lugoson élt családjával, neje Kokits Elza volt; Szilágyi Jozefin, a lányuk, Szentpéterfalván élt Hunyad megyében, hol a férje, Csűrös Antal tanítóskodott.
A másik Szilágyi fiú, Károly, aki a sepsiszentkirályi előnevet viselte, m. kir. állami számvevőszéki számvizsgáló és szolgálaton kívüli viszonyban lévő honvéd főhadnagy, negyvenkét éves korában 1877. május 9-én halt meg Budapesten, és a Kerepesi temetőben temették el.
A lányok közül Zsuzsanna annak a lécfalvi Gyárfás Lajosnak lett a felesége, aki az 1848/49-es szabadságharcban mint honvéd százados harcolt, majd Sepsiszentgyörgy városi főjegyzője lett.
Szilágyi Klárát kovásznai Csutak János vette nőül, aki Sepsiszentgyörgyön, majd Gyulafalván volt kereskedő. Tíz gyermekük közül, hat érte meg a felnőttkort, közülük kettő huszonéves korában halt meg.
Szilágyi Emma gidófalvi Vitályos Lajoshoz ment férjhez. 1901-ben két gyermekük élt, Vilma és a szolgabíró dr. Vitályos Géza.
Szilágyi Julianna első férje, bágyi Joó Imre 1865-ben halt meg Hídvégen ötvenkét éves korában. Második férje, gyergyószentmiklósi Bogdán Flórián miután felesége, Julianna meghalt Budapesten 1881-ben, újranősült, Török Máriát vette el feleségül. Szilágyi Juliannának első férjétől három, a másodiktól egy gyermeke született.
A legkisebb Szilágyi fiú, Gyula, aki 1849-ben még kiskorú volt, 1865-ben 26 évesen, gyógyszerészsegédként halt meg, Szászsebesen.
A szétszóródott családot összetartó anyáról, Szilágyi Sámuelné Bagoly Juliannáról még annyit tudunk, hogy a szacsvai Bagoly család leszármazottja,  Sepsiszentkirályon született, mint unokatestvére, a volt szabadságharcos Bagoly József nyugalmazott m. kir. honvédszázados, aki öregkorában Sepsiszentgyörgyön Tuzson János honvéd őrnagy barátja és lakótársa volt, és rákbetegségben halt meg Budapesten, 1892. január 1-jén, hatvankilenc éves korában.
Szilágyi Sámuelnek ma is (2015-ben) élnek késői Szilágyi (és más leányági) leszármazottai, ük és szépunokái többek között Budapesten.